# The Mortal Cup
The Mortal Cup es el episodio piloto de la serie de televisión Shadowhunters, estrenado el 12 de enero de 2016 por Freeform. El episodio cubre el día del cumpleaños 18 de Clary Fray (Katherine McNamara), quien junto a su mejor amigo Simon Lewis (Alberto Rosende) visita el club Pandemonium, donde es testigo de cómo Jace Wayland (Dominic Sherwood), Isabelle Lightwood (Emeraude Toubia) y Alec Lightwood (Matthew Daddario) asesinan a un grupo de demonios que trafican sangre. Al volver a casa, su madre Jocelyn Fray (Maxim Roy) es secuestrada y Clary se ve obligada a pedir ayuda a los cazadores de sombras para encontrarla.
Durante su estreno el 12 de enero de 2016, el episodio atrajo 1.82 millones de espectadores en los Estados Unidos, siendo el más visto por una serie debut del canal en dos años. También generó 1.1 millones de interacciones en Facebook, Twitter, Instagram y Tumblr, siendo la segunda serie más comentada de ese día, únicamente detrás de Pretty Little Liars y superando a Teen Wolf y The Shannara Chronicles.

## Trama
El episodio comienza con Jace Wayland (Dominic Sherwood), Isabelle Lightwood (Emeraude Toubia) y Alec Lightwood (Matthew Daddario) siguiendo a un demonio cambiante hasta el club Pandemonium, donde Jace tropieza con Clary Fray (Katherine McNamara), quien le reclama por haber chocado contra ella. Seguidamente, se da un retroceso a ocho horas antes, donde Clary audiciona para una escuela de arte en Brooklyn y más tarde se reúne con su mejor amigo Simon Lewis (Alberto Rosende) en un café para celebrar que fue aceptada. En otro plano, Luke Garroway (Isaiah Mustafa) investiga una serie de asesinatos ocurridos en la ciudad, donde a las víctimas se les es drenada toda la sangre. De vuelta en su casa, Clary le da la noticia a su madre Jocelyn Fray (Maxim Roy), quien se muestra muy preocupada porque Clary ya ha cumplido los 18 años. En un flashback de la niñez de Clary, Jocelyn visita a Magnus Bane (Harry Shum, Jr.) para que borre los recuerdos de su hija y así protegerla del mundo de los cazadores de sombras. De vuelta a la actualidad, Clary visita junto a Simon un club, donde Jace, quien va detrás del demonio, tropieza contra ella y se sorprende de que ella pueda verlo.
Dentro del Pandemonium, Jace, Isabelle y Alec asesinan a un grupo completo de demonios mientras Clary es testigo de todo lo que sucede. Aterrorizada, regresa a su casa y le cuenta todo a su madre, pero en medio de la conversación, Dorothea (Vanessa Matsui) avisa a Jocelyn que Magnus ha llamado para advertirles de un grupo de cazadores de sombras miembros del Círculo que siguieron a Clary saliendo del club. Dorothea crea un portal para enviar a Clary a la comisaría de Luke mientras Jocelyn batalla contra los miembros del Círculo, que terminan raptándola. En otro plano, Valentine Morgenstern (Alan Van Sprang) experimenta con sangre sobre algunos cazadores de sombras hasta que sus seguidores le entregan el cuerpo congelado de Jocelyn. De vuelta en la comisaría, Clary escucha una discusión entre Luke y dos desconocidos donde este asegura que Jocelyn y Clary jamás le importaron y solo se relacionaba por la copa mortal. Al oír esto, Clary decide no confiar en él y vuelve a su casa, donde es atacada por un demonio que adopta la forma de Dorothea, pero Jace consigue salvarla. Clary se desmaya debido al veneno del demonio y despierta en el instituto de Jace, Isabelle y Alec, donde se le explica todo lo relacionado con el mundo de los cazadores de sombras. El episodio concluye con una discusión entre Jace y Simon, que tratan de convencer a Clary de aceptar su ayuda.

## Reparto

### Personajes principales
- Katherine McNamara como Clary Fray.
  - Sofia Wells como Clary Fray de niña.
- Dominic Sherwood como Jace Wayland.
- Alberto Rosende como Simon Lewis.
- Emeraude Toubia como Isabelle Lightwood.
- Matthew Daddario como Alec Lightwood.
- Harry Shum, Jr. como Magnus Bane.
- Isaiah Mustafa como Luke Garroway.

### Personajes recurrentes
- Maxim Roy como Jocelyn Fray.
- Alan Van Sprang como Valentine Morgenstern.
- Vanessa Matsui como Dorothea.
- Mouna Traoré como Midori.
- Jordan Hudyma como Samuel Blackwell.
- Curtis Morgan como Emil Pangborn.

## Audiencia
Durante su estreno el 12 de enero de 2016, el episodio atrajo 1.82 millones de espectadores en los Estados Unidos y tuvo 0.8 puntos de rating, siendo el mayor rango de audiencia por una serie nueva de Freeform en dos años, y el cuarto de cualquier serie de drama transmitida por cable entre enero de 2015 y enero de 2016, detrás de Fear the Walking Dead, Better Call Saul y Into the Badlands. Durante su emisión, generó 1.1 millones de interacciones en Facebook, Twitter, Instagram y Tumblr, siendo la segunda serie más comentada de ese día, únicamente detrás de Pretty Little Liars y superando a Teen Wolf y The Shannara Chronicles. Expertos aseguraron que fue un debut considerablemente bueno tomando en cuenta que gran parte de la audiencia del país centró su atención en temas políticos de mayor relevancia como el Discurso del Estado de la Unión, que estaba siendo emitido al mismo tiempo del estreno de la serie. Asimismo, Shadowhunters marcó un considerable aumento en el público masculino y adulto jamás visto en Freeform, donde superó a la serie principal del canal, Pretty Little Liars.